# Belle Vue Maurel
Belle Vue Maurel es un pueblo de Mauricio que se encuentra en el distrito de Rivière du Rempart en la parte norte de la isla. Es parte del área más grande de Plaine des Papayes, que a partir de 2011 tenía 7607 habitantes.
El pueblo es el sitio  del Stade Anjalay, que es un lugar destacado de fútbol para la nación, con el equipo nacional de fútbol y dos equipos de primera división (Pamplemousses SC, TAN Rivière du Rempart) siendo residentes. El atletismo también se desarrolla en el estadio y en 1992 se desarrolló allí el Campeonato africano de Atletismo.